# Faucoucourt
Faucoucourt korábbi község Franciaországban, Aisne megyében. Lakosainak száma 328 fő (2018. január 1.). Faucoucourt Cessières, Lizy, Merlieux-et-Fouquerolles, Montbavin, Suzy és Wissignicourt községekkel határos.
2019. január 1-jén Anizy-le-Château és Lizy korábbi községgel egyesült és az így létrejött Anizy-le-Grand új község része lett.

## Népesség
A település népességének változása:
| Lakosok száma | 242  | 227  | 233  | 280  | 302  | 307  | 298  | 325  | 322  | 328  |
|               | 1968 | 1975 | 1982 | 1999 | 2006 | 2011 | 2013 | 2016 | 2017 | 2018 |